# 東京ディズニーランドのスペシャルイベントの一覧
東京ディズニーランドのスペシャルイベントの一覧（とうきょうディズニーランドのスペシャルイベントのいちらん）は、過去に東京ディズニーランドで開催、および現在開催されているスペシャルイベントの一覧である。
期間限定で開催されたエンターテイメントも含むが、特定ゲスト向けに実施されたエンターテイメントは除外している。
それぞれ表記は、
- スペシャルイベント名（期間限定エンターテイメント名）、開催期間
  - スペシャルイベント中に実施されたエンターテイメント名、開催期間

となっている（スペシャルイベント名がそのままエンターテイメント名になっている場合などは、2段落目は省略してある）。
表記してある年はスペシャルイベントがスタートした年。
- 斜字のプログラム名はスペシャルプログラム（判明分のみ）

## スペシャルイベント一覧

### 1983年
- スウィング・アウト・東京ディズニーランド 6月10日 - 6月11日
- ディキシーランド・アット・東京ディズニーランド 6月17日 - 6月19日
- アドベンチャーランド・スペシャル 6月24日 - 6月26日
- セレブレイト・アメリカ 7月1日 - 7月4日
- マーチングバンド・オン・パレード 7月8日 - 7月10日
- ALL THAT JAZZ イン 東京ディズニーランド 9月23日 - 9月25日
- ザ・スモールワールド音楽の旅・世界は一つ 10月8日-10月10日
- ハッピーバースデー・ミッキー 11月18日 - 11月23日
- クリスマス・ファンタジー 12月8日 - 12月25日
  - ホリデー・ファンタジー

### 1984年
- ニューイヤーズ・ホリデー 1月1日 - 1月8日
- VIVA! 20 1月14日 - 1月16日
- ラブリー♡バレンタイン 2月9日 - 2月13日
- レッツ・スプリング 3月3日 - 3月18日
- 東京ディズニーランド1stアニバーサリー 4月1日 - 4月26日
- ハッピーバースデー・ドナルド 6月4日 - 6月10日
- ハッピーバースデー・ミッキー 11月3日 - 11月28日
- クリスマス・ファンタジー 12月6日 - 12月29日

### 1985年
- ニューイヤーズ・ホリデー 1月1日 - 1月15日
- ハッピーバースデー・ドナルド 6月1日 - 6月16日
- フェスティバル・アメリカ 7月4日 - 7月7日
- ワールド・フェスティバル 10月4日 - 10月13日
- ハッピーバースデー・ミッキー 11月1日 - 11月30日
- クリスマス・ファンタジー 12月5日 - 12月25日
- ウインターホリデー 12月26日 - 1986年1月6日
- ニューイヤーズ・イブ・パーティー 12月31日

### 1986年
- VIVA! 20 1月15日 - 1月20日
- バレンタイン・スペシャルウィーク 2月8日 - 2月16日
- アリスのスプリングフェスティバル 3月8日 - 3月16日
- フェスティバル・アメリカ 5月17日 - 5月26日
- ドナルドダックの冒険 5月31日 - 6月15日
  - ドナルド ハリウッドへ行く
- シンデレラ城の謎 7月11日 - 7月25日
- スーパースターライト 9月5日 - 9月28日（ウィークエンドのみ開催）
- ワールド・フェスティバル 10月17日 - 10月26日
- WE LOVE ミッキーマウス 11月8日 - 11月24日
- クリスマス・ファンタジー 12月4日 - 12月29日

### 1987年
- ニューイヤーズ・ホリデー 1月1日 - 1月7日
- VIVA! 20 1月15日 - 1月18日
- バレンタイン・ウィーク 2月11日 - 2月15日
- ミニーのスプリングフェスティバル 2月28日 - 3月15日
- ハッピーバースデー・ドナルド 5月29日 - 6月21日
- ウエスタンランド・フェア 9月11日 - 9月27日
- ディズニー・ミュージカル・ファンタジー 10月9日 - 10月18日
- WE LOVE ミッキーマウス 11月6日 - 11月23日
- クリスマス・ファンタジー 12月10日 - 12月27日
  - クリスマス・ワンダーランド
- ニューイヤーズ・イブ・パーティー 12月31日 - 1988年1月1日

### 1988年
- ニューイヤーズ・ホリデー 1月1日 - 1月6日
- VIVA! 20 1月15日 - 1月17日
- バレンタインウィーク 2月11日 - 2月14日
- ミニーのスプリングフェスティバル 3月11日 - 3月24日
- 東京ディズニーランド5thアニバーサリー 4月15日 - 1989年4月14日
- ミッキーマウス・バースデー・パーティー 10月1日 - 11月23日
- クリスマス・ファンタジー・パーティー 12月1日 - 12月29日
  - クリスマス・ワンダーランド

### 1989年
- ニューイヤーズ・ホリデー 1月1日 - 1月6日
- VIVA! 20 1月14日 - 1月16日
- バレンタインウィーク 2月11日 - 2月14日
- アメリカン・オールディーズ 4月22日 - 6月18日
- ミッキーのスペース・ファンタジー 10月1日 - 11月23日
- クリスマス・ファンタジー 12月1日 - 12月29日
  - クリスマス・ファンタジー・オン・パレード

### 1990年
- ニューイヤーズ・ホリデー 1月1日 - 1月3日
- VIVA! 20 1月13日 - 1月15日
- バレンタインデー 2月10日 - 2月14日
- ドナルドのアメリカン・オールディーズ 4月21日 - 6月17日
- ミッキーマウス・スポーツフェスティバル 9月29日 - 11月18日
  - ディズニー・スーパースターズ
  - ミッキー&ミニーのマウササイズ 9月2日 - 11月8日
  - ロジャーラビットのワークアクト 9月2日 - 11月8日
  - ミッキーのスーパーマウササイズ 10月1日
- クリスマス・ファンタジー 12月1日 - 12月25日
  - クリスマス・ワンダーランド
- ニューイヤーズ・イブ・パーティー 12月31日 - 1991年1月1日

### 1991年
- ニューイヤーズ・ホリデー 1月1日 - 1月6日
- VIVA! 20 1月15日
- バレンタインデー 2月9日 - 2月14日
- ミッキーマウス・カーニバル 9月27日 - 11月18日
  - ホット!ホット!ホット!
- クリスマス・ファンタジー 11月28日 - 12月25日
  - クリスマス・ワンダーランド

### 1992年
- ニューイヤーズ・ホリデー 1月1日 - 1月5日
- ディズニー・ワールドフェア 4月15日 - 6月15日
  - ディズニー・アラウンド・ザ・ワールド
- クリスマス・ファンタジー 11月26日 - 12月27日

### 1993年
- ニューイヤーズ・ホリデー 1月1日 - 1月6日
- 東京ディズニーランド10thアニバーサリー・スペクタキュラー”イッツ・マジカル！” 4月15日 - 1994年4月14日
  - 10thアニバーサリー・スペクタキュラーショー 「イッツ・マジカル」4月15日 - 1994年4月14日
- ミッキーのハッピーバースデー・パーティー 10月1日 - 11月18日
- クリスマス・ファンタジー・パーティー 11月25日 - 12月26日
  - ベリー・メリー・クリスマス

### 1994年
- ニューイヤーズ・ホリデー 1月1日 - 1月5日
- バレンタイン・ウィーク 2月10日 - 2月14日
- アラジンの大冒険 4月29日 - 11月14日
- クリスマス・ファンタジー 11月25日 - 12月25日
  - メリークリスマス・トゥ・ユー

### 1995年
- ニューイヤーズ・ホリデー 1月1日 - 1月8日
- アリスのワンダーランド・パーティー 1月15日 - 3月19日
  - アリスのワンダーランド・テイルズ
- ミッキー・マニア 4月15日 - 10月31日
- クリスマス・ファンタジー 11月18日 - 12月25日

### 1996年
- ニューイヤーズ・ホリデー 1月1日 - 1月7日
- ペコス・グーフィー 西部を行く! 1月13日 - 3月19日
  - ペコス・グーフィーのワイルド・ワイルドウエスト
- ジャミン・トゥーンタウン 9月2日 - 11月14日
- クリスマス・ファンタジー 11月15日 - 12月25日

### 1997年
- ニューイヤーズ・ホリデー 1月1日 - 1月5日
- スノーホワイト・スプリング・ロマンス 1月23日 - 3月19日
  - スノーホワイトのスプリング・パーティー
- ヘラクレス・ザ・ヒーロー 7月19日 - 10月24日
  - 声の出演：松本保典、松本梨香、永井一郎、千葉繁、若山弦蔵、他
- クリスマス・ファンタジー 11月7日 - 12月25日

### 1998年
- ニューイヤーズ・ホリデー 1月1日 - 1月11日
- ミッキー&ミニーのダンスフィーバー 1月22日 - 3月20日
  - スーパー・ダンス・ヒッツ
- 東京ディズニーランド15thアニバーサリー 4月15日 - 1999年3月19日

  - 東京ディズニーランド15thアニバーサリー・キャッスルショー「ビバ!マジック」 4月15日 - 1999年3月19日
- 東京ディズニーランド15thアニバーサリー 1st Season 4月15日 - 7月16日
  - カーニバル・ミッキー 4月15日 - 11月3日
- 東京ディズニーランド15thアニバーサリー 2nd Season 7月17日 - 11月5日
  - スターライト・マジック 7月17日 - 11月5日
- 東京ディズニーランド15thアニバーサリー 3rdシーズン 11月6日 - 12月31日
  - クリスマス・ファンタジー 11月6日 - 12月25日
    - クリスマス・カーニバル

### 1999年
- 東京ディズニーランド15thアニバーサリー・4th Season 1月1日 - 3月19日
  - ニューイヤーズ・ホリデー 1月1日 - 1月10日
  - 東京ディズニーランド15thアニバーサリー・グランドフィナーレ・セレブレーション「カリエンテ！カリエンテ！」 1月14日 - 3月19日
- ドナルド・ワッキーキングダム 4月15日 - 10月15日
  - ドナルドのスーパーダック・パレード
  - ドナルドのワッキーファミリー|ドナルドのワッキーファミリー
- ディズニー・ハッピーハロウィーン 10月15日 - 10月31日
- クリスマス・ファンタジー 11月4日 - 12月25日
- ディズニー・ミレニアム・スペクタキュラー 12月26日 - 2000年1月10日[18]
  - ミレニアム・カウントダウン・パレード 12月26日 - 12月30日

### 2000年
- ディズニー・ミレニアム・スペクタキュラー　～セレブレーション2000 1月1日 - 1月10日
- Club Disney スーパーダンシン・マニア 1月21日 - 6月30日[18]
  - 1stステージ メガビート 1月21日 - 3月17日
  - 2ndステージ ディスコフィーバー 3月18日 - 5月7日
  - 3rdステージ アメリカン・オールディーズ 5月8日 - 6月30日
  - チャンス・トゥ・ダンス
- ディズニー・ハロウィーン 10月1日 - 10月31日
- クリスマス・ファンタジー 11月6日 - 12月25日

### 2001年
- ニューイヤーズ・ホリデー 1月1日 - 1月8日
- ディズニー・パーティーエクスプレス! 1月19日 - 5月31日
- ディズニー・ハロウィーン 10月1日 - 10月31日
- クリスマス・ファンタジー 11月4日 - 12月25日
  - クリスマス・フォー・ユー
- カウントダウン・パレード2002 12月26日 - 12月30日

### 2002年
- ニューイヤーズ・ホリデー 1月1日 - 1月6日
- Dポップ・マジック! 1月15日 - 5月31日
- ドナルドのスーパースプラッシュ 7月8日 - 9月30日
- ディズニー・ハロウィーン 10月1日 - 10月31日
- クリスマス・ファンタジー 11月4日 - 12月25日
  - ディズニー・ジョリーホリデー・パレード
- カウントダウン・パレード2003 12月28日 - 12月30日

### 2003年
- ニューイヤーズ・ホリデー 1月1日 - 1月5日
- 東京ディズニーランド20thアニバーサリー 1月25日 - 2004年4月11日

  - ミッキーのギフト・オブ・ドリームス 4月15日 - 9月19日
  - ブレイジング・リズム 7月1日 - 9月19日
- ディズニー・ハロウィーン 9月20日 - 10月31日
- クリスマス・ファンタジー 11月4日 - 12月25日
  - ミッキーのメリークリスマス

### 2004年
- ニューイヤーズ・ホリデー 1月1日 - 1月7日
- 東京ディズニーランド20thアニバーサリー・フィナーレ リメンバー・ザ・ドリーム 1月12日 - 4月11日
- バズ・ライトイヤー夏の大作戦 6月14日 - 8月31日
- ディズニー・ハロウィーン 9月15日 - 10月31日
  - ディズニー・ハロウィーン・パレード
- クリスマス・ファンタジー 11月5日 - 12月25日
- カウントダウン・パレード2005 12月26日 - 12月30日

### 2005年
- ニューイヤーズ・ホリデー 1月1日 - 1月5日
- ディズニー・プリンセス・デイズ 1月17日 - 4月4日
  - ディズニー・プリンセス・プロセッション“ブーケ・オブ・ラブ”
- ディズニー・ロック・アラウンド・ザ・マウス 4月15日 - 8月31日
  - ディズニー・ロック・アラウンド・ザ・マウス
- ディズニー・ハロウィーン 9月12日 - 10月31日
  - ディズニー・ハロウィーン・パレード
- クリスマス・ファンタジー 11月7日 - 12月25日

  - ディズニー・ジャンボ・クリスマスパレード
- カウントダウン・パレード2006 12月26日 - 12月30日

### 2006年
- ニューイヤーズ・ホリデー 1月1日 - 1月5日
- ディズニー・プリンセス・デイズ 1月17日 - 4月4日

  - ディズニー・ローズプリンセス・グリーティング
- リロ&スティッチのフリフリ大騒動〜Find Stitch!〜 4月15日 - 7月13日
  - フリフリ・オハナ・バッシュ
- ディズニー・ハロウィーン 9月12日 - 10月31日
  - ディズニー・ハロウィーン・パレード"スクリーム&シャウト"
- クリスマス・ファンタジー 11月7日 - 12月25日
  - 東京ディズニーランド・エレクトリカルパレード・ドリームライツ　クリスマスバージョン

### 2007年
- ニューイヤーズ・ホリデー 1月1日 - 1月5日
- ディズニー・プリンセス・デイズ"ミニーの夢見るティアラ" 1月17日 - 3月23日 
  - ミニーのティアラ・オブ・ドリーム
- リロ&スティッチのフリフリ大騒動〜Find Stitch!〜 4月10日 - 7月19日
- ウェット&ワイルド・パイレーツナイト 7月20日 - 8月31日
- ディズニー・ハロウィーン 9月12日 - 10月31日
  - ディズニー・ハロウィーン・ハッピーホーンテッド・パレード
- クリスマス・ファンタジー 11月7日 - 12月25日

### 2008年
- お正月のプログラム 1月1日 - 1月5日
- 東京ディズニーリゾート25thアニバーサリー 4月15日 - 2009年4月14日

  - アニバーサリー・グリーティング
  - ドリームス
- 七夕プログラム 7月1日 - 7月7日
- 東京ディズニーリゾート25thアニバーサリー 2ndステージ　7月8日 - 9月11日
  - スターライト・ドリームス
- クール・ザ・ヒート 7月8日 - 8月31日
- グーフィーのクールパニック 7月8日 - 9月11日
  - スターライト・ドリームス 7月8日 - 8月31日
- 東京ディズニーリゾート25thアニバーサリー 3rdステージ 9月12日 - 10月31日
- ディズニー・ハロウィーン2008 9月12日 - 10月31日
  - ディズニー・ハロウィーン・パレード “レッツ・ゴー・ヴィランズ!”
  - ディズニー・ハロウィーン・パレード“バンザイ!ヴィランズ!”
- 東京ディズニーリゾート25thアニバーサリー 4thステージ 11月7日 - 2009年1月18日
- クリスマス・ファンタジー 11月7日 - 12月25日
  - ミッキーのジョリースノータイム

### 2009年
- お正月のプログラム 1月1日 - 1月5日
- 東京ディズニーリゾート25thアニバーサリー・グランドフィナーレ”ドリームズ・ゴーズオン” 1月19日 - 4月14日
  - ドリームス・ウィズイン
- 東京ディズニーランドの“七夕” 7月1日 - 7月7日
- 夏のプログラム 7月8日 - 8月31日
  - クラブ・モンスターズ・インク“笑いってクール!”
- ディズニー・ハロウィーン2009 9月10日 - 11月3日
  - ディズニー・ハロウィーン・パレード ”リ・ヴィランズ”
  - ディズニー・ハロウィーン・パレード ”バンザイ・ヴィランズ”
- クリスマス・ファンタジー2009 11月10日 - 12月25日
  - ホワイトホリデーパレード

### 2010年
- お正月のプログラム 1月1日 - 1月5日
- ディズニー・パワー・オブ・ミュージック! 1月20日 - 3月19日
  - リズム!メロディ!ハーモニー!
- ディズニー・イースターワンダーランド 4月1日 - 6月30日
  - ディズニー・イースターワンダーランド
- “七夕のプログラム” 7月1日 - 7月7日
- 夏のプログラム 7月8日 - 8月31日
  - クール・ザ・ヒート
  - ミッドサマーナイト・パニック
- ディズニー・ハロウィーン 9月9日 - 10月31日
  - ディズニー・ハロウィーンストリート“ウェルカム・トゥ・スプーキーヴィル”
- クリスマス・ファンタジー 11月8日 - 12月25日
  - ホワイトホリデーパレード

### 2011年
- お正月のプログラム 1月1日 - 1月5日
- ディズニー・イースターワンダーランド 4月15日 - 6月30日
- 七夕プログラム  7月1日 - 7月7日
- 夏のプログラム 7月8日 - 8月31日
  - クール・ザ・ヒート
- ディズニー・ハロウィーン 9月4日 - 10月31日
- クリスマス・ファンタジー 11月7日 - 12月25日
  - ディズニー・サンタヴィレッジ・パレード

### 2012年
- お正月のプログラム 1月1日 - 1月5日
- ディズニー・イースターワンダーランド 4月3日 - 6月30日
- 七夕プログラム  7月1日 - 7月7日
- ディズニー夏祭り 7月9日 - 8月31日
  - 爽涼鼓舞 “ザ・ホットチャレンジ”
  - 爽涼鼓舞 “ザ・ファイナル”
- ディズニー・ハロウィーン 9月7日 - 10月31日
  - ディズニー・ハロウィーンストリート “ウェルカム・トゥ・スプーキーヴィル”
- クリスマス・ファンタジー 11月7日 - 12月25日
  - ディズニー・サンタヴィレッジ・パレード

### 2013年
- お正月のプログラム 1月1日 - 1月5日
- 東京ディズニーリゾート30周年“ザ・ハピネス・イヤー” 4月15日 - 2014年3月20日
- 七夕のプログラム 6月24日 - 7月7日
- ディズニー夏祭り 7月9日 - 9月2日
  - 爽涼鼓舞 “THE EMBU”
  - 爽涼鼓舞“THE FINAL”
- ディズニー・ハロウィーン 9月9日 - 10月31日
  - ハッピーハロウィーンハーベスト
- クリスマス・ファンタジー 11月7日 - 12月25日

### 2014年
- お正月のプログラム　1月1日 - 1月5日
- ディズニープリンセス〜ようこそ、リトルプリンセス〜 1月14日 - 3月20日
- ディズニー・イースター　4月2日 - 6月23日
  - ヒッピティ・ホッピティ・スプリングタイム
- ディズニー七夕デイズ　6月24日 - 7月7日
- ディズニー夏祭り　7月8日 - 8月31日
- ディズニー・ハロウィーン　9月8日 - 10月31日
- クリスマス・ファンタジー11月7日 - 12月25日

### 2015年
- お正月のプログラム　1月1日 - 1月5日
- ディズニープリンセス～ようこそ、リトルプリンセス 1月13日 - 3月20日
- アナとエルサのフローズンファンタジー　1月13日 - 3月20日
  - フローズンファンタジー・グリーティング
  - ワンス・アポン・ア・タイム〜スペシャルウィンターエディション〜 1月13日 - 7月7日
- ディズニー・イースター　4月2日 - 6月23日
  - ヒッピティ・ホッピティ・スプリングタイム
- ディズニー七夕デイズ　6月24日 - 7月7日
- ディズニー夏祭り　7月9日 - 8月31日
- ディズニー・ハロウィーン　9月8日 - 11月1日
  - ハッピーハロウィーンハーベスト
- クリスマス・ファンタジー　11月9日 - 12月25日
  - ディズニー・クリスマス・ストーリーズ

### 2016年
- お正月のプログラム　1月1日 - 1月5日
- アナとエルサのフローズンファンタジー　1月12日 - 3月18日
- ディズニープリンセス〜ようこそ、リトルプリンセス〜　1月12日 - 3月18日
- ディズニー・イースター   3月25日 - 6月15日
- ディズニー七夕デイズ   6月16日 - 7月7日
- ディズニー夏祭り 7月9日 - 8月31日
- ディズニー・ハロウィーン  9月9日 - 10月31日
  - ハロウィーン・ポップンライブ
- クリスマス・ファンタジー   11月8日 - 12月25日

### 2017年
- お正月のプログラム 1月1日 - 1月5日
- アナとエルサのフローズンファンタジー　1月13日 - 3月17日
  - フローズン・フォーエバー
- ディズニー・イースター　4月4日 - 6月14日
  - うさたま大脱走!
- ディズニー七夕デイズ　6月15日 - 7月7日
- パイレーツ・スペシャルプログラム 6月15日 - 8月31日[37]
- ディズニー夏祭り　7月11日 - 8月31日
  - 燦水! サマービート
- ディズニー・ハロウィーン  9月8日 - 10月31日
  - ハロウィーン・ポップンライブ
- クリスマス・ファンタジー   11月8日 - 12月25日
  - ディズニー・ギフト・オブ・クリスマス

### 2018年
- お正月のプログラム 1月1日 - 1月5日
  - ニューイヤーズ・グリーティング
- アナとエルサのフローズンファンタジー 1月11日 - 3月19日
  - フローズン・フォーエバー
  - フローズンファンタジーパレード
  - アナとエルサのウィンターグリーティング
- 東京ディズニーリゾート35周年“Happiest Celebration!” 4月15日 - 2019年3月25日
- ディズニー七夕デイズ 6月7日 - 7月7日
  - 七夕グリーティング
- ドナルドの" ハッピーバースデー・トゥー・ミー "　6月7日 - 7月7日
- ディズニー夏祭り 7月10日 - 9月2日
  - 燦水! サマービート
- ディズニー・ハロウィーン 9月11日 - 10月31日
  - スプーキー“Boo!”パレード
- 90 Years with Mickey 10月18日 - 11月30日
- ディズニー・クリスマス 11月8日 - 12月25日
  - ディズニー・クリスマス・ストーリーズ
  - 東京ディズニーランド・エレクトリカルパレード・ドリームライツ（クリスマスバージョン）

### 2019年
- お正月のプログラム 1月1日 - 1月6日
  - ニューイヤーズ・グリーティング
- ディズニー・イースター 4月4日 - 6月2日
  - うさたま大脱走!
- ディズニー七夕デイズ 6月6日 - 7月7日
  - 七夕グリーティング
- ドナルドのホット・ジャングル・サマー 7月9日 - 9月1日
  - オー!サマー・バンザイ!
- ウォータープログラム 7月9日 - 9月1日
  - ジュディとニックのジャンピン・スプラッシュ
- ディズニー・ハロウィーン 9月10日 - 10月31日
  - スプーキー“Boo!”パレード
- ディズニー・クリスマス 11月8日 - 12月25日

### 2020年
- お正月のプログラム 1月1日 - 1月5日
  - ニューイヤーズ・グリーティング
- ベリー・ベリー・ミニー! 1月10日 - 3月19日（新型コロナウイルス感染症の世界的流行により臨時休園となったため2月28日で終了[40]）
  - イッツ・ベリー・ミニー!
  - ベリー・ミニー・リミックス

### 2021年
- ハッピーフェア・ウィズ・ベイマックス[広報 1] 4月5日 - 6月30日
  - トゥモローランド内に専用のデコレーション[広報 2]。
  - トゥモローランド・ホールに体験型フォトロケーション「ハッピーフェア・ラボ」を設置[広報 3]。

### 2022年
- トータリー・ミニーマウス 1月18日 - 3月30日[41]
  - ミニー&フレンズのグリーティングパレード：トータリー・ミニーマウス
- ディズニー・イースター 4月1日 - 6月30日 [42]
  - うさたま大脱走!
- アストロ・ヒーロータイム！ 4月1日 - 8月31日[43]
- スプラッシュ・マウンテン"びしょ濡れMAX" 7月1日 - 8月31日[44]
- ディズニー・ハロウィーン 9月15日 - 10月31日
  - スプーキー“Boo!”パレード
  - ザ・ヴィランズ・ロッキン・ハロウィーン
- ディズニー・クリスマス 11月8日 - 12月25日
  - ディズニー・クリスマス・ストーリーズ

### 2023年
- お正月のプログラム 1月1日 - 1月16日
  - ニューイヤーズ・グリーティング
- ミニー・ベスティーズ・バッシュ！ 1月18日 - 3月31日
  - ミニー、ウィー・ラブ・ユー！
- 東京ディズニーリゾート40周年“ドリームゴーラウンド” 4月15日 - 2024年3月31日
  - ディズニー・ハーモニー・イン・カラー
  - スカイ・フル・オブ・カラーズ
- 夏の散水プログラム 7月4日 - 9月6日
  - ベイマックスのミッション・クールダウン
  - スプラッシュ・マウンテン びしょ濡れMAX
  - びしょ濡れトゥーンタウン
- ディズニー・ハロウィーン 9月15日 - 10月31日
  - スプーキー“Boo!”パレード
- ディズニー・クリスマス 11月8日 - 12月25日
  - ディズニー・クリスマス・ストーリーズ
  - 東京ディズニーランド・エレクトリカルパレード・ドリームライツ（クリスマスバージョン）

### 2024年
- お正月のスペシャルイベント 1月1日 - 1月8日
  - ニューイヤーズ・グリーティング
- ディズニー・パルパルーザ 第1弾　「ミニーのファンダ―ランド」　1月10日 - 3月19日
  - ミニー@ファンダーランド
- ディズニー・パルパルーザ 第2弾　「ドナルドのクワッキー・ダックシティ」　4月9日 - 6月30日
  - クワッキーセレブレーション★ドナルド・ザ・レジェンド！
- セレブレーティング・スペース・マウンテン：ザ・ファイナルイグニッション！ 4月9日-7月31日
- 夏のプログラム　7月2日‐9月18日
  - ベイマックスのミッション・クールダウン
- Reach for the Stars　9月20日-
- ディズニー・ハロウィーン　10月1日‐11月7日
  - ザ・ヴィランズ・ハロウィーン“Into the frenzy”
  - ナイトハイ・ハロウィーン
- ディズニー・クリスマス　11月15日‐12月25日
  - ディズニー・クリスマス・ストーリーズ“フォンド・フェアウェル”
  - スターブライト・クリスマス

### 2025年
- お正月のスペシャルイベント　1月1日‐1月13日
- ディズニー・パルパルーザ 第3弾「ヴァネロペのスウィーツ・ポップ・ワールド」1月15日‐3月16日
  - イッツ・ア・スウィーツ・フルタイム！
- アトラクションのプログラム「イッツ・ア・スモールワールド with グルート」1月15日₋6月30日
- ディズニー・パルパルーザ第4弾「ドナルドのクワッキー・ダック！ダック！ダックシティ！」4月8日-6月30日(予定)
- アトラクションのプログラム「スター・ツアーズ：ザ・アドベンチャーズ・コンテニュー」 4月8日-6月30日(予定)
- 夏のプログラム 7月2日-9月15日(予定)
- ディズニー・ハロウィーン 9月17日-10月31日(予定)
- ディズニー・クリスマス 11月11日-12月25日(予定)

### 2026年
- お正月のスペシャルイベント2026年1月1日-1月12日(予定)

### 広報資料・プレスリリースなど一次資料
1. ↑  “ハッピーフェア・ウィズ・ベイマックス”. www.tokyodisneyresort.jp. 2021年5月12日閲覧。
2. ↑  “デコレーション｜東京ディズニーランド 「ハッピーフェア・ウィズ・ベイマックス」｜ 東京ディズニーリゾート”. www.tokyodisneyresort.jp. 2021年5月28日閲覧。
3. ↑  “体験型フォトロケーション ハッピーフェア・ラボ｜東京ディズニーランド 「ハッピーフェア・ウィズ・ベイマックス」｜ 東京ディズニーリゾート”. www.tokyodisneyresort.jp. 2021年5月28日閲覧。